# Hymenoscyphus rumicis
Hymenoscyphus rumicis är en svampart som först beskrevs av Josef Velenovský, och fick sitt nu gällande namn av Dennis 1968. Hymenoscyphus rumicis ingår i släktet Hymenoscyphus och familjen Helotiaceae.   Inga underarter finns listade i Catalogue of Life.